# Smaragd
En smaragd (gr. smaragdos, Be3Al2(SiO3)6) er et stærkt grønt mineral, som anvendes som smykkesten. Smaragd er en beryl. Den grønne farve skyldes krom og nogle gange vanadium. Første gang smaragd omtales i europæisk historie er i bystaten Venedigs glansperiode i 1200-tallet. De skulle udgøre en stor del af de ædelstene, som Polo-brødrene hjembragte i 1279 fra deres 12 års rejse til Mongoliet og Kina. Det var brødrene, som for alvor introducerede europæerne for den grønne ædelsten. I de følgende århundreder var der en livlig handel via de handelsruter. som brødrene var med til at åbne, men smaragden var stadig meget sjælden.
Det ændrede sig markant med spaniernes erobring af Sydamerika i 1500-tallet. Sydamerika er det område i verden, hvor der findes flest smaragder. Fra omkring år 500 e. Kr. blev der brudt smaragder fra åbne miner og store gruber. De rå smaragder blev slebet og brugt til smykker og udsmykning af de mange templer. Især som øjne i gudestatuerne. Indbyggerne kaldte stenene for "gudernes tårer". Ved spaniernes ankomst til Sydamerika gik den vilde jagt på kostbarheder, som kunne plyndres og sendes hjem til Europa. Spanierne fik hurtigt øje på de mange overdådigt udsmykkede templer og plyndrede dem for guld, sølv og ædelstene. Smaragderne, som spanierne fandt i Sydamerika, var anderledes end dem, de havde set i Europa. Det skyldtes dels, at de sydamerikanske smaragder var større, dels havde en dybere grøn farve. Det gjorde dem betydeligt mere kostbare end de kendte. En ædelstens værdi bestemmes af størrelse og farveintensitet. Soldater vidste ikke meget om prissætningen på ædelsten, og de delte store smaragder mellem sig ved at kløve dem. De troede måske også fejlagtigt, at ægte sten ikke kunne knuses. 
De store mængder smaragder, som kom til Europa, gjorde det moderne at anvende dem i smykker, og alle adelige – mandlige og kvindelige – med respekt for sig selv havde smaragdsmykker. Det blev højeste mode blandt herrerne at have en dråbeformet smaragd i højre øre. Men intet varer evigt; i takt med at strømmen af smaragder fra Sydamerika svandt ind, blev kvaliteten også dårligere. Det skyldtes, at spanierne havde plyndret området for smaragder. Gradvist blev smaragden umoderne og sank langsomt tilbage til en mere ydmyg rolle blandt ædelstenene. Det ændrede imidlertid ikke ved, at der i ædelstenens glansperiode blev lavet nogle vidunderlige og ekstremt kostbare smykker med smaragden som den primære ædelsten. Blandt de mest kendte og kostbare smaragdsmykker er Topkapi-skatten i Topkapimuseet i Istanbul. 
Blandt de danske kronjuveler findes der en meget kostbar og helt unik samling smaragder. Det er et smykkesæt, som består af halskæde, diadem, broche og ørenringe. Smaragderne er en gave fra Christian den 6. til Sophie Magdalene i 1723, som guldsmed C.M. Weishaupt samlede i 1840 til det smykkesæt, som i dag kan ses på Rosenborg Slot. Det er en del af kronjuvelerne og regnes sammen med kronerne og smykkesættet af diamanter som de mest kostbare danske kronjuveler.[kilde mangler] Så vidt vides findes der ingen kronjuveler i verden, der indeholder en tilsvarende stor samling smaragder.[kilde mangler]